# White Lough, Ben Loughs and Lough Doo SAC
White Lough, Ben Loughs and Lough Doo SAC este o arie protejată (sit de importanță comunitară — SCI) din Irlanda întinsă pe o suprafață de 116,28 ha, integral pe uscat.

## Localizare
Centrul sitului White Lough, Ben Loughs and Lough Doo SAC este situat la coordonatele 53°42′01″N 7°12′56″W / 53.700237°N 7.215609°V.

## Înființare
Situl White Lough, Ben Loughs and Lough Doo SAC a fost declarat sit de importanță comunitară în mai 1998 pentru a proteja 1 specie de animale.

## Biodiversitate
Situată în ecoregiunea atlantică, aria protejată conține 1 habitat natural: Ape puternic oligomezotrofe cu vegetație bentonică cu Chara spp..
La baza desemnării sitului se află o specie protejată de  nevertebrate: Austropotamobius pallipes.